# إيمان الشمري
إيمان طعمة الشمري دَخلت موسوعة غينيس للأرقام القياسية في 2016 بأكبر ألبوم رقمي للصور. كما تمارس فن إعادة تلوين الصور باستخدام المعلوماتية، هي أستاذة علوم المعلومات في جامعة الكويت.

## العضويات
- عضو في الاتحاد الدولي للترجمة[4]
- عضو في رابطة الأدباء الكويتين[5]
- عضو في الجمعية الثقافية النسائية.

## حياتها
حاصلة على براءة اختراع في خلق خوارزمية في تشذيب اللغة العربية، كما تحمل شهادتي ماجستير في إدارة نظم المعلومات من كلية والتون للتجارة وفي هندسة الحاسوب من كلية الهندسة والبترول -جامعة الكويت، إضافةً إلى شهادة دكتوراة في تكنولوجيا المعلومات من الولايات المتحدة الأمريكية.
دخلت إيمان الشمري في يونيو 2016 موسوعة غينيس للأرقام القياسية بأكبر ألبوم رقمي للصور لأناس مُختلفين يحملون نفس اللافتة التي تعبر عن حرص الكويتيين على محاربة التنمر الطائفي والعرقي والوظيفي والمدرسي.
من أعمالها في الفن التشكيلي في 2018 أيضا أنها قامت بمشروع إعادة العصرية للتاريخ عبر استخدام التكنولوجيا لتلوين الصور التاريخية.
أقامت إيمان معرضًا في الفترة ما بين 2 إلى 14 يناير 2019 بعنوان (التاريخ ملونًا) وقدمت من خلاله تجربة لإعادة عرض التاريخ بشكل فني.

## كتبها
- قامت إيمان الشمري بنشرِ عددٍ من المؤلفات، منها:
- لاتطعموا الطيور - مجموعة قصصية [9]
- الموسوعة الكويتية الشعرية في مدح خير البرية [10][11][12][13]
- تحقيق أرجوزة جيد العروض للشيخ عثمان بن سند[14]
- أنا أتلعثم أحيانا[15]
- جواد العرب[16]
- أيهن أنتِ؟[17]
- [18]The Power of the Hashtag Branding Trends
- [19]The Power of the Hashtag: Real Life Cases

## المبادرات
- مبادرة "خلك واعي" للأطفال للتحذير من مخاطر الأمن السيبراني ومواقع التواصل الإجتماعي [20]
- مبادرة الأمن السيبراني للجميع (2021) [21][22][23]
- تأسيس احتفالية يوم التطوع العالمي في جامعة الكويت (2019)[24][25][26][27][27][28]
- مبادرة التاريخ ملونا[29] (2018)
- مبادرة لا للتنمر (2015) "Shame on you"[30][31]

## أبحاث علمية
| Al-Shammari, Eiman Tamah. "Readiness and acceptability for use of e-government services in Kuwait: a case study." Electronic Government, an International Journal (2023).                | [ 32 ] |
| --- | ------ |
| Proposing a framework for fusion of cloud learning and social e-learning | [ 33 ] |
| Al-Shammari, Eiman Tamah. "Investigation of factors affecting employee satisfaction of IT sector." International Journal of Advanced Computer Science and Applications 12, no. 2 (2021). | [ 34 ] |
| Sensor networks and systems for pervasive healthcare | [ 35 ] |
| ONLINE GAMING ADDICTION AMONG ADOLESCENTS IN KUWAIT: Private Sector |        |
| Community detection in social networks using logic-based probabilistic programming | [ 36 ] |
| Towards an accurate Ground-Level Ozone Prediction | [ 37 ] |

## معارضها الفنية
منذ إنشاء مبادرة التاريخ ملونا أقامت الدكتورة الشمري عدة معارض في الكويت وخارجها. ونذكر منها
- معرض يوم الدستور«التاريخ بالألوان» برعاية من الرئاسة العامة للحرس الوطني - نوفمبر 2018[38]
- معرض التاريخ ملونا في كتارا قطر: يناير 2019[39][40][41][42]
- معرض لمحات من حياة صاحب السمو: فبراير 2019 وقد ذكرت الصحافة أنه أول معرض فني يقام في قلب جمعية تعاونية[43][44]